# Summer Camp (film 2015)
Summer Camp to hiszpańsko-amerykański film fabularny z 2015 roku, napisany przez Alberto Mariniego i Danielle Schleif oraz wyreżyserowany przez Mariniego. Opowiada historię młodych pedagogów z USA, którzy przybywają do Hiszpanii, by przygotować obóz kempingowy na wakacyjne otwarcie. Atakuje ich groźny wirus. W rolach głównych wystąpili w filmie Diego Boneta, Jocelin Donahue i Maiara Walsh. Światowa premiera projektu odbyła się 30 sierpnia 2015 podczas Film4 FrightFest w Wielkiej Brytanii. 8 stycznia 2016 nastąpiła premiera komercyjna; obraz wydano w Meksyku pod tytułem Campamento del terror: Summer Camp. W Polsce film trafił do kin 27 maja 2016. Prezentowany był ponadto w ramach wielu festiwali. Odbiór Summer Camp przez krytyków był mieszany, lecz skłaniał się ku pozytywnemu.

## Fabuła
Do Hiszpanii przybywa troje Amerykanów: Will, Christy i Michelle. Młodzi pedagodzy będą mieli za zadanie przygotowanie obozu letniskowego na przyjazd dzieci; nieuchronnie zbliżają się wakacje. Pomaga im czwarty, miejscowy opiekun, Antonio. Przyszły obóz kempingowy znajduje się w rozsypce. Bohaterowie mają jednak poważniejsze problemy: okazuje się, że okolicę dziesiątkuje śmiertelnie groźny wirus, za sprawą którego zainfekowani zaczynają zachowywać się nadpobudliwie i obłędnie.

## Obsada
- Diego Boneta − Will
- Jocelin Donahue − Christy
- Maiara Walsh − Michelle
- Andrés Velencoso − Antonio
- Àlex Monner − chłopak w kamperze
- Rick Zingale − wytatuowany mężczyzna
- Mark Schardan − rola głosowa

## Produkcja
Film kręcono kamerą cyfrową Arri Alexa począwszy od pierwszego kwartału 2014 roku. Zdjęcia powstawały w lasach na peryferiach Barcelony. Dla reżysera Alberto Mariniego Summer Camp był debiutem pełnometrażowym. Nad pracami przebiegającymi na planie czuwał Jaume Balagueró, znany z przeboju kinowego REC (2007). Marini podkreślił, że Balagueró „opiekował się projektem nie tylko na poziomie twórczym, informując o swoich odczuciach wobec scenariusza czy pracy operatorskiej” − pomógł też ufundować film. W 2014 reżyser zaznaczył, że szykowany przez niego horror − pomimo swojego tytułu − nie będzie zbliżony do kultowych slasherów, Piątku, trzynastego czy Uśpiony obóz, choć scenariusz może wykazywać parę elementów typowych dla wymienionych tytułów. „Danielle (Schleif − przyp.) i ja chcieliśmy napisać horror, który igra z konwencją slashera rozgrywającego się na obozie letniskowym. Chcieliśmy czegoś świeżego i zaskakującego”.
Aktor Diego Boneta (Will) uznał Summer Camp za horror „fizyczny”, jako że cechuje go mnogość akcji. Początkowo rolę Antonio powierzono Áleksowi Gonzálezowi. Ze względu na inne zobowiązania, González zrezygnował z udziału w filmie, a angaż do dalszych prac otrzymał inny aktor hiszpański, Andrés Velencoso.

## Wydanie filmu
Światowa premiera Summer Camp odbyła się 30 sierpnia 2015 roku w trakcie brytyjskiego festiwalu filmowego FrightFest, organizowanego przez telewizję Film4. Seans miał miejsce w Vue Cinemas w londyńskiej dzielnicy Leicester Square. Po emisjach na festiwalach w Korei Południowej, Hiszpanii (m.in. na Sitges Film Festival), Stanach Zjednoczonych, Niemczech i we Włoszech obraz spotkał się z dystrybucją kinową na terenie Meksyku, gdzie opatrzono go tytułem Campamento del terror: Summer Camp. 30 stycznia 2016 film zaprezentowano widzom festiwalu w Gérardmer. 18 marca horror zyskał ograniczoną dystrybucję w kinach amerykańskich, 27 maja debiutował na ekranach kin polskich, a 10 czerwca wydany został oficjalnie w Hiszpanii. W pierwszej połowie 2016 wyświetlano jeszcze Summer Camp na festiwalach filmowych w Belgii (BIFFF), Austrii (Crossing Europe) i Hiszpanii (Fant Bilbao, Nocturna Film Festival).

## Odbiór
Anton Bitel, dziennikarz współpracujący z serwisem Twitch Film, chwalił Summer Camp za „paranoidalną dezorganizację” oraz „niekończące się niespodzianki narracyjne” scenariusza. Albert Nowicki (His Name Is Death) podsumował projekt, pisząc: „Summer Camp to horror nie tylko przemyślany, na filarach rutyny budujący kino w pełni oryginalne, ale też świadomy technicznie: choćby chaotycznym zdjęciom towarzyszy ta sama wściekłość, jaka wypełnia ciała zainfekowanych (anty)bohaterów. Alberto Marini nakręcił film, który zrozumie niewielu widzów. Granica separująca tę inteligentną produkcję od klasyków, jakie tchnęły w nią życie, jest cienka, lecz znacząca.” Jesús Chavarria (cinepremiere.com.mx) widział w Summer Camp obraz sztampowy, a 
Erick Gallardo (cine140.com) − niezamierzoną komedię. W recenzji dla witryny ukhorrorscene.com Christopher Stewart chwalił oprawę wizualną, zwłaszcza pracę kamery, a sam film nazwał „zniewalającym”.